# Grundvattnet (Bodums socken, Ångermanland, 711200-153394)
Grundvattnet är en sjö i Strömsunds kommun i Ångermanland och ingår i Ångermanälvens huvudavrinningsområde. Sjön har en area på 0,143 kvadratkilometer och ligger 328 meter över havet.

## Delavrinningsområde
Grundvattnet ingår i det delavrinningsområde (711128-153440) som SMHI kallar för Utloppet av Grundvattnet. Medelhöjden är 345 meter över havet och ytan är 2,34 kvadratkilometer. Det finns inga avrinningsområden uppströms utan avrinningsområdet är högsta punkten. Vattendraget som avvattnar avrinningsområdet har biflödesordning 5, vilket innebär att vattnet flödar genom totalt 5 vattendrag innan det når havet efter 197 kilometer. Avrinningsområdet består mestadels av skog (58 procent) och sankmarker (35 procent). Avrinningsområdet har 0,14 kvadratkilometer vattenytor vilket ger det en sjöprocent på 6,1 procent.